# VoWiFi

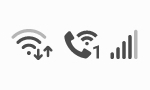
Icône VoWiFi dans Android 12 (entre l'icône WiFi et l'icône force du signal cellulaire)

La Voice over WiFi (VoWiFi) ou Appels WiFi permet d'utiliser sa ligne mobile sans utiliser la couverture cellulaire. Elle est associée aux réseaux 4G ou 5G des opérateurs et permet d'envoyer/recevoir des SMS/MMS et d'émettre/recevoir des appels vocaux sur son numéro de ligne mobile. Elle fonctionne sur n'importe quel réseau Wi-Fi et pas seulement ceux de l'opérateur mobile ou celui de l'abonné .
C'est la dernière évolution du protocole Generic Access Network (GAN). Elle est disponible sur la plupart des mobiles de moyenne gamme ou haut de gamme (Google Pixel, iPhone, Samsung Galaxy A/S/Note, Huawei P/Mate, Sony Xperia...) et ne nécessite pas d'installer une application particulière. Elle est proposée par la plupart des opérateurs mobiles (Free Mobile, Orange Mobile, SFR, et Bouygues en France) sous la forme d'une option gratuite ou nativement dans le forfait.
Elle succède à la fois aux femtocells, trop coûteuses pour les opérateurs et trop restrictives pour les utilisateurs, et au protocole UMA, qui fut un échec commercial et qui était proposé en France uniquement par Orange, de 2006 à 2012, sous le nom commercial d'Unik.
La VoWiFi ne doit pas être confondue avec la VoWLAN, parfois appelée également VoWiFi, mais qui n'est qu'une connexion VoIP fixe utilisant un LAN WiFi dans sa partie terminale au lieu d'un LAN Ethernet.

## Fonctionnement[2]
L'authentification est assurée par la puce SIM de l'abonné. Le handover entre WiFi et 4G fonctionne dans les deux sens et l'utilisateur peut choisir le réseau prioritaire (WiFi ou cellulaire). Le téléphone gère le handover en fonction de la qualité des deux signaux et de la priorité donnée par l'utilisateur. Le transport de la voix et des messages entre le mobile et le réseau de l'opérateur mobile s'effectue de la même façon qu'entre les femtocells et le cœur de réseau via les protocoles IP, NAT Traversal, IPSec/ISAKMP, SIP et RTP/RTCP . Le mobile maintient en permanence une connexion IP active avec le serveur de l'opérateur mobile. 
Au niveau du cœur de réseau de l'opérateur, la VoWiFi utilise la technologie IMS et sert aussi à transporter les messages courts (SMSoIP), comme la VoLTE. VoWiFi et VoLTE partagent le même profil IMS « Profil pour la voix et les SMS » . C'est pourquoi, les opérateurs mobiles ne mettent en œuvre la VoWiFi que lorsque la VoLTE est déjà en place. 
Les appels ou messages sont facturés de la même façon que sur le réseau cellulaire.    

## Objectifs
Le protocole VoWiFi est clairement attaché à une ligne mobile contrairement au protocole UMA qui reposait avant tout sur le réseau téléphonique fixe et n'utilisait le réseau cellulaire qu'en cas de mobilité. L'objectif n'est plus la convergence entre téléphonie fixe et téléphonie cellulaire mais la couverture de l'abonné mobile lorsque la réception du signal est difficile (intérieur des bâtiments, zones blanches).  
La VoWiFi est une solution pour assurer la couverture de l'intérieur des bâtiments avec le renforcement de leur isolation thermique qui nuit à la propagation des ondes radios au travers des façades. L'utilisation de bandes de fréquences de plus en plus élevées pour la radiotéléphonie en zone urbaine (2,6 GHz pour la 4G, 3,5 GHz pour la 5G) rend également plus incertain le passage des ondes radios au travers des façades,. La VoWiFi permet aux abonnés mobiles de ne plus utiliser le réseau commuté de la 2G/3G pour la voix et la messagerie lorsque la couverture 4G est mauvaise ou absente.

## Avantages
Pour les opérateurs, les Appels WiFi permettent d'abandonner la distribution et le SAV des femtocells. Tous les opérateurs mobiles français ont cessé de proposer une offre femtocell. Les Appels WiFi permettent également de soulager l'infrastructure cellulaire dans les zones où de gros rassemblements surviennent régulièrement (stades, salons, centres de congrès...).
Pour les abonnés, il est possible d'utiliser leur ligne mobile sur n'importe quel réseau WiFi et plus seulement chez eux ou sur un hotspot WiFi de leur opérateur mobile. La rapidité d'établissement des appels est nettement meilleure qu'en 2G/3G.

## Inconvénients
Le protocole n'est pas implanté sur tous les mobiles, en particulier les mobiles bas de gamme ou ceux sortis avant 2017. Chez les opérateurs français ,,, il ne fonctionne théoriquement pas à l'étranger pour des raisons commerciales mais il est facile de contourner cette limitation en utilisant un service de VPN.
Le handover entre WiFi et cellulaire ne fonctionne parfaitement qu'avec les réseaux 4G et 5G grâce à l'architecture IMS, utilisée à la fois par la VoLTE et par la VoWiFi. IMS permet de commuter instantanément entre VoLTE et VoWiFi sans passer par un transfert d'un réseau IP à un réseau commuté (UMTS ou GSM). 
Comme toute VoIP, la VoWiFi nécessite une faible gigue (jitter). Donc, le réseau WiFi et le réseau filaire qui est derrière ne doivent pas être surchargés ou instables.

## Astuce pour les appareils non compatibles VoLTE, ou VoWifi
Il est possible de passer des communications par Voix sur IP en utilisant gratuitement un compte utilisateur chez un fournisseur de services de Téléphonie sur IP, via les passerelles. Ils sont généralement gratuits pour recevoir des appels, un peu comme pour Skype, mais résident dans une différence notable : ils sont généralement connectés aux passerelles du réseau téléphonique classique (PSTN) vers les usagers VoIP, via le protocole SIP. Ainsi, via l'internet mobile ou le wifi, il est possible, pour un appelant utilisant une ligne classique (téléphone fixe, portable ou smartphone) de joindre, via les passerelles, des utilisateurs des services VoIP, de manière gratuite, peu importe où se situe le correspondant dans le monde, via sa connexion internet.